# KDE Extragear
De extragear-modules van KDE bestaan uit losse KDE-programma's die niet bij de standaard releasemodules van KDE horen. Het grote voordeel van de extragear voor ontwikkelaars is om gebruik te kunnen maken van KDE's Subversion-faciliteiten en toch een eigen releaseschema te handhaven.

## Categorieën
De extragear-modules zijn beschikbaar in de volgende categorieën:
- graphics

Vooral weergaveprogramma's van afbeeldingen. Ook een programma voor de digitale camera, Digikam.
- libs

Ondersteunende bibliotheken, met name om gegevens over foto's op te halen.
- multimedia

Extra multimediatoepassingen voor KDE. Bevat onder andere een van de betere brandprogramma's van Linux (K3b), een videospeler (KMPlayer) en een muziekspeler (Amarok).
- network

Netwerktoepassingen voor KDE. Heeft een frontend voor een firewall (KMyFirewall), een netwerkmeter (KNemo), een BitTorrent-client (KTorrent) en de IRC-client Konversation en een filesharing-programma (KMLDonkey).
- office

Deze module bevat kantoortoepassingen. Daarin zit bijvoorbeeld het programma Kile, een front-end voor LaTeX.
- pim

In deze module zitten programma's voor Personal Information Management-toepassingen, zoals (aanvullingen voor) agenda- en e-mailtoepassingen. Programma's zijn o.a. het IMAP-programma Mailody en het ondertekening-programma KSig.
- security

Programma's met betrekking tot de beveiliging van de computer. Bevat een vervanger voor het standaard wachtwoordbeheer van KDE: KPasswd.
- sysadmin

Hierin staan programma's met systeembeheer als einddoel. Bevat een hulpprogramma voor KIOSK.
- toys

Deze module bevat programma's zonder echte functionele waarde, maar wel leuk zijn om te hebben.
- utils

Enkele handige programmaatjes zoals een eurocalculator (KEuroCalc), receptendatabase (KRecipes) en het bekijken van uw schijfgebruik op een vernieuwende manier (Filelight).